# Norse Air

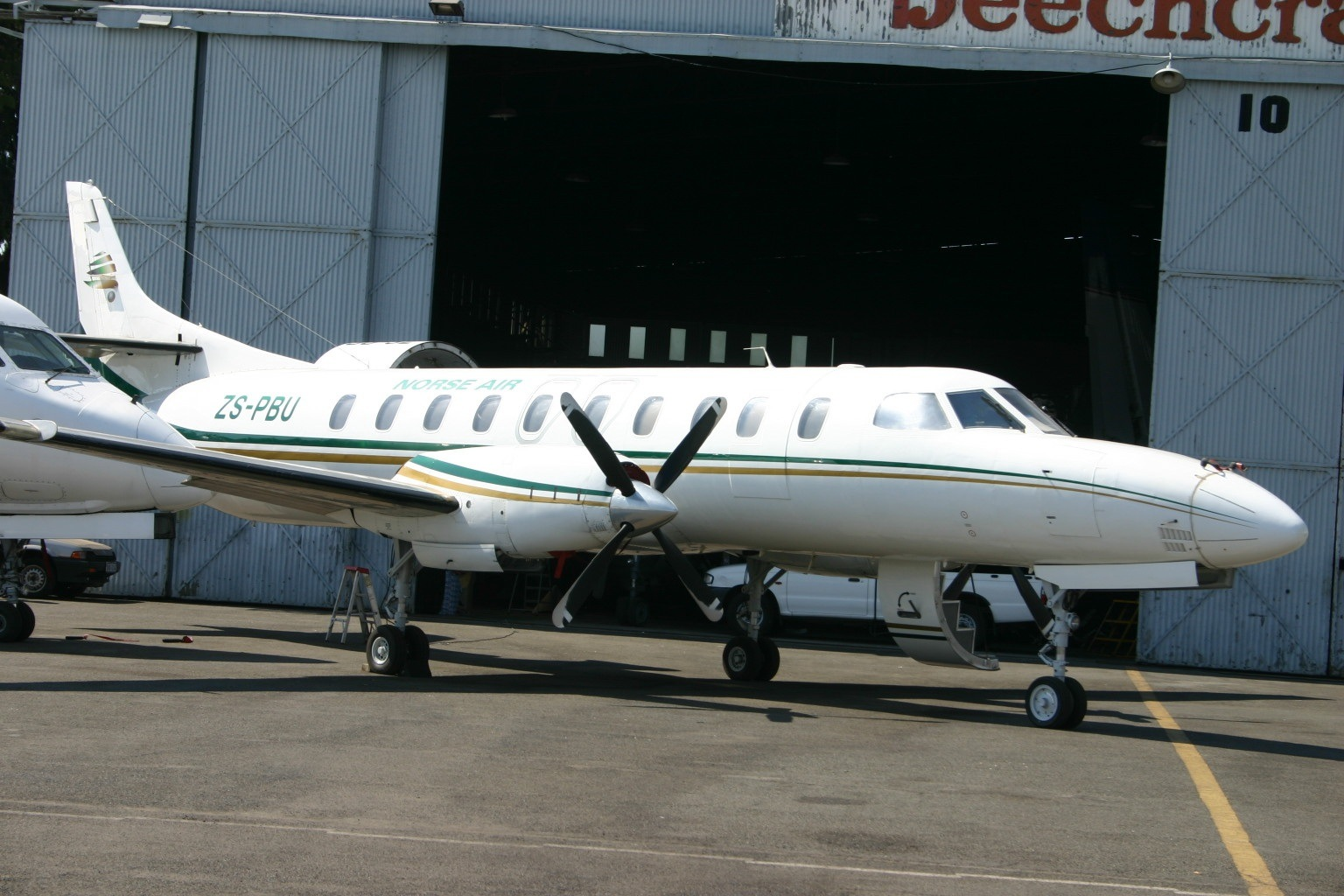
Fairchild de Norse Air à l'aéroport international de Rand en 2006.

Norse Air est une compagnie aérienne basée à Sandton, Johannesburg, Afrique du Sud. Elle exploite des services d'affrètement de passagers et de fret, ainsi que des charters de location d'avions et d'ACMI à partir de l'aéroport de Lanseria, johannesburg.

## Histoire
La compagnie aérienne a commencé ses opérations en 1992 et a jusqu'à présent opéré dans plusieurs pays, dont l'Afrique du Sud, Maurice et l'Afghanistan. 